# Herz Dávid
Herz Dávid (Adony, 1844. március 9. – Budapest, 1931. július 7.) magyar festőművész, rajztanár, iskolaigazgató. Halmi Bódog irodalomtörténész apja.

## Élete
1861-től a bécsi Képzőművészeti Akadémián tanult, majd huszonkét éves korától fél évszázadon keresztül a Pápai Református Kollégiumban és az Állami Polgári Leányiskolában rajztanárként dolgozott. 1895 és 1909 között az Ipariskola igazgatója volt. A huszadik század elejének legjelentősebb arcképfestőként ismerték, de számos oltárképet, szentképet, tájképet, csendéletet is festett. 1881-ben díszleteket és függönyöket tervezett a pápai színház számára. A pápai Nagyboldogasszony bencés templom mennyezetképei is alkotásai közé tartoznak. Számos freskója díszítette a régi zsidó temető ravatalozóját, de ezek a második világháború során elpusztultak. 1885-től képeivel fővárosi tárlatokon is részt vett. Felesége Gottlieb Etelka volt.
Sírja a Farkasréti izraelita temetőben található.

## Művei

### Portréképei
- Beöthy Zsolt
- Bocsor István
- gróf Esterházy Móric
- Esterházy Pál
- Fenyvessy Ferenc
- Hegedűs Sándor
- Ihász Lajos
- Jókay Károly
- Osváth Dániel
- Széll Kálmán
- Tisza István